# Stangeové
Stangeové byl šlechtický rod pocházející ze Saska, jehož členové působili především na Moravě a částečně ve Slezsku.

## Historie
V roce 1249 je poprvé zmíněn Albert Stango, který byl členem družiny olomouckého biskupa Bruna ze Schauenburku. V roce 1278 se stal Dětřich ze Stange maršálkem olomouckého biskupa, později byl jmenován moravským komorníkem. Dne 14. dubna 1288 potvrdil olomoucký biskup Dětřich z Hradce listinou držení lén synům Dětřicha. V listině je uvedeno, že synové Dětřich, Jindřich a Ekembert získali na severovýchodě Moravy vsi Vriedberg (Místek), Svensir (Sviadnov), Cunczendorf (Kunčičky u Bašky) a Heinrichsdorf (Zábřeh nad Odrou). Ve 13. století byl některým členem rodu založen hrad Stagnov v Drahanské vrchovině, kde vlastnili několik vesnic. Od roku 1300 používal Jindřich ze Stange nový přídomek z Frýdlantu(Heidenricus de Vriedelant), pokusil se kolonizovat oblast kolem dnešního Frýdlantu nad Ostravicí, kde se dostal do sporu s Gerlachem z Osoblahy. Následně získal od olomouckého biskupa leném Frýdlant, který do roku 1368 vlastnil jeho potomek Aleš z Frýdlantu. V roce 1300 směnil Jan ze Stange s olomouckým biskupem své léno Liptáň za Paskov. Ve 14. století byli členové rodu držiteli lén olomouckých biskupů na Osoblažsku.